# Molophilus (Molophilus) paganus
Molophilus (Molophilus) paganus is een tweevleugelige uit de familie steltmuggen (Limoniidae). De soort komt voor in het Neotropisch gebied.